# Asuka Fukuda
Asuka Fukuda (福田 明日香 Fukuda Asuka?,  Ōta, Tokio; 17 de diciembre de 1984) es una cantante pop japonés y exmiembro de Morning Musume, banda a la perteneció entre 1997 y el 18 de abril de 1999.

## Biografía
En 1997 Fukuda unió Morning Musume con Yuko Nakazawa, Aya Ishiguro, Natsumi Abe, y Kaori Iida. Aunque era el miembro más joven de la banda fue la primera en terminar su carrera (abril de 1999). Se marchó para seguir su educación y los rumores de una vuelta a una carrera musical no se han confirmado
Actualmente (desde julio de 2005) trabaja como ayudante en el club nocturno propiedad de su padre, el filipino, en Tokio.